# کویوک (کوه)
کویوک (به اسپانیایی: Cuyoc) یک کوه در پرو است. کویوک ۵٬۵۵۰ متر بالاتر از سطح دریا واقع شده‌است.